# Mallem
Mallem is een buurtschap in de buurt van Eibergen (gemeente Berkelland).

## Geschiedenis
Mallem wordt voor het eerst genoemd in een goederenlijst die in aanleg uit 1188 dateert, maar voltooid werd in 1296-1306. De "curtis Mallande" (curtis = hof) is dan leenhorig aan graaf Hendrik van Dahl, heer van Diepenheim. Daarnaast wordt een Johannes de Mallanden genoemd als getuige in een akte uit 1188 waarvan een afschrift in het register is opgenomen.
Deze Hof te Mallem werd later onder meer bewoond door de families Schonevelde gen. Grasdorp, Viermünden en Keppel. Het is omstreeks 1750 gesloopt. Alleen het omgrachte perceel herinnert er nog aan.
Niet ver van dit terrein ligt de Mallemse Molen, met muldershuis en sluis ten behoeve van de Berkelvaart. Het is een van de twee nog aanwezige watermolens en sluizen op de Berkel. De andere watermolen staat in Borculo. Deze complexen zijn nog steeds operationeel. De gemeente Berkelland heeft het rad van de watermolens in haar logo en vlag opgenomen.
De buurschap Mallem heeft een onderbuurschap, die "Het Loo" heet. Het is een karakteristiek buurtje met veel boerderijen vlak bij elkaar aan de Berkel. Dit buurtje heet in oude stukken ook wel het Boerloo, met de (verdwenen) Boerhof en het goed Grijsen (Bisperink) als belangrijkste goederen. Op 't Loo heeft het stamhuis van de bekende Eibergse schrijver Menno ter Braak gestaan.
Hoofdplaats: Borculo       Dorpen: Beltrum · Eibergen · Geesteren · Gelselaar · Haarlo · Neede · Noordijk · Rekken · Rietmolen · Ruurlo

Buurtschappen: Avest · Brammelerbroek · Brinkmanshoek · Broeke · De Bruil · Dijkhoek · De Haar · Heure · Heurne (deels) · Holterhoek · Hoonte · De Horst · Hupsel · Kisveld · Kulsdom · Leo-Stichting · Lintvelde · Lochuizen · Loo · Mallem · Nederbiel · Noordijkerveld · Olden Eibergen · Oosterveld · Overbiel · Respelhoek · Ruwenhof · Schependom · Spilbroek · Veldhoek (deels) · Waterhoek · Zwilbroek

Voormalige gemeenten: Beltrum · Borculo · Eibergen · Geesteren · Neede · Ruurlo